# AP-71 (Spanje)
De autopista AP-71 of Autopista León-Astorga is een weg in de provincie León in Spanje. Hij verbindt de steden Astorga en Leon.
De weg begint bij de aansluiting met de autovía A-6 en gaat noordoostwaarts, parallel aan de N-120, naar Leon en de autovía A-66 ten zuidwesten van deze stad.